# Лапалю
Лапалю́ (фр. Lapalud) — коммуна во французском департаменте Воклюз региона Прованс — Альпы — Лазурный Берег. Относится к кантону Боллен.						

## Географическое положение

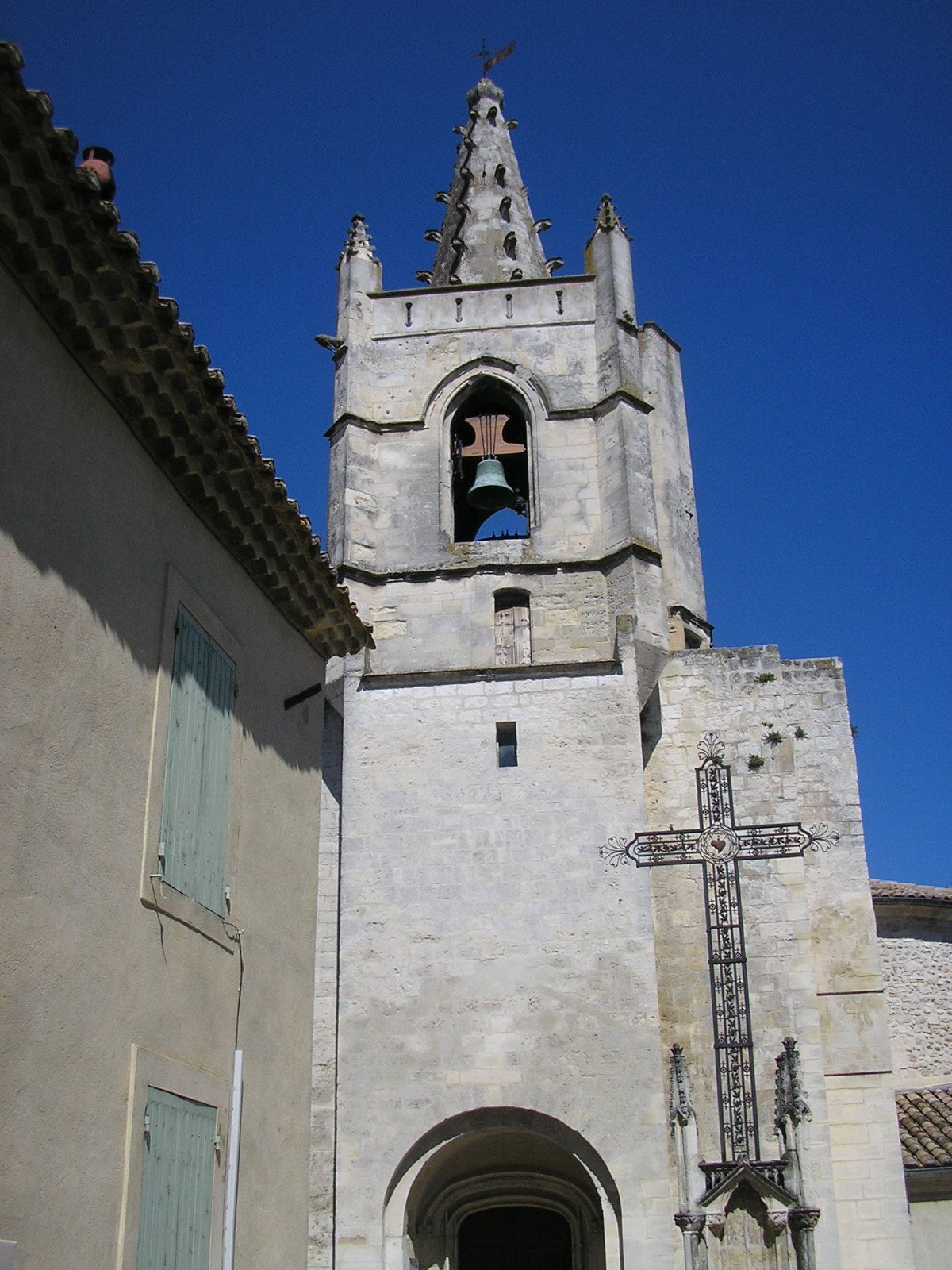
Церковь в Лапалю.

Лапалю расположен в 45 км к северу от Авиньона на северо-западе департамента. Соседние коммуны: Сен-Поль-Труа-Шато и Сен-Реститю на северо-востоке, Боллен на юго-востоке, Ламотт-дю-Рон на юге, Сен-Жюст-д’Ардеш и Сен-Марсель-д’Ардеш на западе.				

## Демография
Население коммуны на 2010 год составляло 3832 человека.
| 1962 | 1968 | 1975 | 1982 | 1990 | 1999 | 2010 |
| ---- | ---- | ---- | ---- | ---- | ---- | ---- |
| 1477 | 2345 | 2260 | 3133 | 3332 | 3262 | 3832 |

## Достопримечательности
- Здание мэрии, построено в 1911 году.
- Ворота Жюлльян, начало XIX века.
- Развалины бывших крепостных сооружений.
- Лавуар, XVII—XVIII века.
- Дом кардинала XVI века.
- Церковь Лапалю, часовня существовала с X-го века, основной неф был построен в XIII веке, колокольня была сооружена в XV веке.
- Усадьба де Жюлльян, конец XVIII века на месте бывшего дома тамплиеров.